# NGC 817

NGC 817

NGC 817 في الفهرس العام الجديد، هي مجرة، تقع في كوكبة الحمل (كوكبة). اكتشفت في 2 سبتمبر 1886 بواسطة لويس سويفت.

## روابط خارجية
- NGC 817 على موقع ويكي سكاي: DSS2, SDSS, GALEX, IRAS, Hydrogen α, X-Ray, Astrophoto, Sky Map, Articles and images